# 汪佩真
汪佩真（Peace Wang，1899年4月—1971年）是倪柝声的重要同工。
汪佩真籍贯安徽休宁。她原名汪亦荪，是家中的长女。其祖父汪鸿庭为清朝一品大员，父亲汪楚生官至中将，生母早亡，由日本籍继母泽美代子抚育长大。
汪佩真在杭州的教会学校弘道女中读书时，由于女佈道家石美玉醫師的佈道而相信耶稣，背著父母受浸加入甘惠泉師母的浸礼會；1918年又因余慈度主領的奮興會而受感，立志全身心奉獻，守独身传福音，并改名爲佩真。她不顾父母的反对，坚持退婚并离家出走到南京就读金陵女子神学院。
汪佩真在南京期间结识李淵如和王載。1921年，她从金陵女子神学院毕业之后，开始到中国各省讲道。她的传讲很有能力，广受欢迎，号称中国的女司布真。1925年，她到烟台传福音，李常受因而得救。
1924年第二次直奉战争期间，汪家自杭州迁避上海，汪佩真在父母住处附近的上海公共租界西区新闸路944弄赓庆里（今泰兴路口东侧）租屋居住。约在1926年，汪佩真接受地方教会的道路，1927年3月，南京事件发生，灵光报社被砸，李淵如从南京避居上海，与其同住，在其赓庆里住处开始上海教会最早的聚集，后来迁往哈同路文德里。在上海教会建立以后，她负责姊妹工作和青年学生的福音工作，不再上讲台讲道。许多人见证，她在属灵的事上达到相当的高度。既有慈爱的心，总是亲切、谦卑，帮助过无数在属灵和物质上有需要的人；同时也有敏锐的鉴别力、和坦率的性格。
1942年底，上海教会起了风波，批评倪柝声经营中国生化制药厂，倪柝声采取一贯的作风，不为自己表白什么。上海教会的长老同工要求倪柝声停止职事。在这期间，汪佩真独自一人坚定站住，抵挡所有对倪柝声的误会与攻击。不久由于日军的干涉，上海教会停止聚会。1946年，战争结束之后，汪佩真和俞成华努力恢复上海教会的聚会，并从青岛邀请李常受来上海、南京一同作工，带进复兴，1947年－1948年，汪佩真和李常受南下到香港、广州、汕头、厦门、福州等地，使各地教会都带进复兴。1948年初，汪佩真和李常受到倪柝声的家乡福州，在恢复倪柝声的职事的过程中起重要作用。
1949年8月，鼓岭第二期训练结束后，到1953年，汪佩真在鼓岭和福州海关巷14号，帮助训练工作。其间已经经历了农村土改等诸多政治运动的冲击，她以其属灵的智慧帮助青年人应付这些困难。其间在1950年曾前往香港看望当地教会，又回到福州。
1950年6月28日，中国政府通过“中华人民共和国土地改革法”，7月，倪柝声、李渊如、俞成华、汪佩真联名指示全国各地475个聚会处负责人，发动信徒32,782人签名，由汪佩真等人送往福建省人民政府，要求保留鼓岭执事之家的房产土地。后来，鼓岭执事之家被定为团体地主。1951年3月，全体在鼓岭执事之家的人员受到管制，达半年之久。管制结束之后，执事之家的全部土地、房屋概行没收，执事之家的人员全体离开。
1953年年底，汪佩真从福州回到上海，那时倪柝声已经被捕，汪佩真一方面致力于青年学生工作，许多大专学生在这时加入教会，使上海地方教会继续兴旺。这时，她开始倾向于王明道激烈反对三自运动的立场，由于地方教会内许多人非常敬重汪佩真，她的态度也影响到全国各地的地方教会，原来已经参加三自的各地地方教会纷纷退出。
1956年1月29日，在肃反运动中，汪佩真在上海弟弟家中，和李渊如、张愚之、蓝志一等同工在同一天晚上被捕，被打成“倪柝声反革命集团”，遭到疲劳性的审问，最后以反革命罪被判處十五年徒刑，下监关进提篮桥监狱。1971年刑满释放，当时已经中风不省人事，由于仍是文革期间，亲友迫于压力无力接待，于是安排去青浦劳改农场，同年在那里去世。